# Окоппе
Окоппе (яп. 興部町 Окоппэ-тё:) — посёлок в Японии, находящийся в уезде Момбецу округа Охотск губернаторства Хоккайдо. Площадь посёлка составляет 362,45 км², население — 4118 человек (30 июня 2014), плотность населения — 11,36 чел./км².

## Географическое положение
Посёлок расположен на острове Хоккайдо в губернаторстве Хоккайдо. С ним граничат город Момбецу, посёлки Такиноуэ, Ому и село Нисиокоппе.

## Население
Население посёлка составляет 4118 человек (30 июня 2014), а плотность — 11,36 чел./км². Изменение численности населения с 1980 по 2005 годы:
| 1980 | 6628 чел. |  |
| 1985 | 6320 чел. |  |
| 1990 | 5695 чел. |  |
| 1995 | 5277 чел. |  |
| 2000 | 4965 чел. |  |
| 2005 | 4589 чел. |  |

## Символика
Деревом посёлка считается Sorbus commixta, цветком — Rosa rugosa.